# Charles Healy
Charles Louis Healy (Chicago, Illinois, 4 d'octubre de 1883 – ?) va ser un waterpolista estatunidenc que va competir a primers del segle xx.
El 1904 va prendre part en els Jocs Olímpics de Saint Louis, on va guanyar la medalla de plata en la competició de waterpolo com a membre de l'equip Chicago Athletic Association.